# Toshihiro Hattori
Toshihiro Hattori (n. 23 septembrie 1973) este un fost fotbalist japonez.

## Statistici
| Japonia | Japonia | Japonia |
| An      | Meciuri | Goluri  |
| ------- | ------- | ------- |
| 1996    | 1       | 0       |
| 1997    | 1       | 0       |
| 1998    | 5       | 0       |
| 1999    | 5       | 0       |
| 2000    | 12      | 1       |
| 2001    | 11      | 1       |
| 2002    | 5       | 0       |
| 2003    | 4       | 0       |
| Total   | 44      | 2       |